# Mattéo Guendouzi
Mattéo Elias Kenzo Guendouzi Olié (* 14. April 1999 in Poissy) ist ein französischer Fußballspieler auf der Position eines zentralen Mittelfeldspielers. Er steht bei Lazio Rom unter Vertrag.

## Vereinskarriere

### Von der Hauptstadt in die Bretagne
Der Sohn eines marokkanischen Vaters und einer französischen Mutter wurde am 14. April 1999 in der Gemeinde Poissy, etwas mehr als 30 Kilometer nordwestlich der Hauptstadt Paris, geboren. Seine Vereinskarriere als Fußballspieler begann Guendouzi im Jahre 2005 im Nachwuchsbereich des Hauptstadtklubs Paris Saint-Germain und durchlief bei diesem bis 2014 sämtliche Spielklassen. Als 15-Jähriger trat er einen Wechsel von der Pariser Fußballakademie in jene des FC Lorient, zu diesem Zeitpunkt mit seiner ersten Herrenmannschaft in der höchsten französischen Fußballliga, der Ligue 1, vertreten, an. An ebendiese wurde der Mittelfeldakteur im Laufe der nachfolgenden zwei Jahre herangeführt, wobei er in der Saison 2015/16 für die B-Mannschaft des Klubs aus der bretonischen Hafenstadt Lorient im Herrenfußball debütierte. Kurz nach seinem Wechsel an die noch junge Akademie des FC Lorient folgte ihm sein jüngerer und als ebenfalls talentiert geltender Bruder Milan (* 2001) und wurde ebenfalls Akademiespieler in der Bretagne. Am 2. April 2016, nur wenige Tage vor seinem 17. Geburtstag, debütierte Mattéo Guendouzi bei einer 0:1-Auswärtsniederlage gegen SO Romorantin im viertklassigen Championnat de France Amateur, kurz CFA. Danach folgten für ihn bis Saisonende fünf weitere Meisterschaftseinsätze.

### Durchbruch als Profi beim FC Lorient
In der Spielzeit 2016/17 fand er unter dem ehemaligen langjährigen Lorient-Spieler und mittlerweile als Fußballtrainer agierenden Sylvain Ripoll den Weg in die Profimannschaft, in der er am 15. Oktober 2016 bei einer 1:2-Heimniederlage gegen den FC Nantes sein Profidebüt gab, als er in der 76. Spielminute für den algerischen Nationalspieler Walid Mesloub auf den Rasen kam. Davor hatte Guendouzi im September seinen ersten Profivertrag unterfertigt. Des Weiteren wurde er im Juli dieses Jahres bei der Trophée des centres de formation eingesetzt und zum hoffnungsvollsten Spieler des Turniers gewählt. In seinem in der nachfolgenden Runde erfolgten zweiten Meisterschaftseinsatz, dem letzten unter Ripoll, der aufgrund schwacher Leistungen der Mannschaft durch Franck Haise als Interimstrainer und danach durch Bernard Casoni als Fixverpflichtung ersetzt wurde, spielte der im zentralen Mittelfeld eingesetzte 17-Jährige bereits über die volle Spieldauer durch. Unter dem 30-fachen französischen Nationalspieler Casoni fand der junge Mittelfeldakteur daraufhin jedoch kaum Berücksichtigung und konnte sich nicht gegen die erfahrenere Konkurrenz auf seiner Position rund um Arnold Mvuemba, Cafú oder den bereits genannten Walid Mesloub durchsetzen. Aufgrund des Weggangs des ebenfalls auf dieser Position spielenden Didier Ibrahim Ndong bekam Guendouzi zumindest kurzzeitig die Chance sich zu beweisen.
Bei einem Gespräch in der Winterpause wurde entschieden Guendouzi zumindest in der zweiten Saisonhälfte zu mehr Spielpraxis kommen zu lassen, was in weiterer Folge jedoch nicht zustande kam. Nachdem ihn Casoni bereits am 8. Januar, im ersten Pflichtspiel des neuen Jahres, bei einem 2:1-Heimerfolg über den OGC Nizza in der ersten Runde des französischen Fußballpokals 2016/17 von Beginn an einsetzte, erhielt er bereits in der zwölften Minute eine gelbe Karte und wurde ermahnt bei einem weiteren Vergehen vorzeitig vom Platz zu müssen. Da er sich in Zweikämpfen auffällig verhielt entschied sich Casoni ihn in der 55. Minute vom Platz zu nehmen. Da er nach seiner Auswechslung den Handschlag seines Trainers nicht erwiderte, wurde er in der restlichen Saison nahezu überhaupt nicht mehr berücksichtigt und verbrachte die meiste Zeit bei der B-Mannschaft bzw. in den französischen Juniorennationalteams. Aufgrund mehrerer – zum Teil verletzungsbedingter – Ausfälle absolvierte er am 5. März, als er im Ligaspiel gegen Olympique Marseille über 90 Minuten am Platz war, sein einziges weiteres Pflichtspiel in diesem Frühjahr. Im Gegensatz zu seinen acht Auftritten in der höchsten Spielklasse des Landes und dem Erstrundeneinsatz im Pokal absolvierte Guendouzi 17 Spiele in der französischen Viertklassigkeit und belegte mit dem Team den elften Tabellenplatz. Mit den Profis konnte er den Klassenerhalt nicht sichern und stieg mit der Mannschaft, die im Endklassement den 18. Platz belegte und auch in den Abstiegs-Play-offs gegen die ES Troyes AC nichts ausrichten konnte, in die Ligue 2 ab.
In der darauffolgenden Spielzeit 2017/18 musste er sich auf seiner angestammten Position mitunter gegen erfahrenere Neuverpflichtungen wie Gaël Danic oder Fabien Lemoine durchsetzen. Unter Mickaël Landreau, der in der Saisonpause das Traineramt von Casoni und somit seine erste Stelle als Cheftrainer seit seinem Karriereende als Aktiver übernommen hatte, fand Guendouzi wieder rasch in die Profimannschaft und wurde bereits im Auftaktspiel gegen die US Quevilly eingesetzt. Danach war er bis zur achten Spielrunde regelmäßig im Kader, wurde aber von Landreau unregelmäßig eingesetzt. Seine Positionen variierten zumeist vom zentralen über das defensive Mittelfeld. Beim Achtrundenspiel traf der zu diesem Zeitpunkt tabellenführende FC Lorient auf die im hinteren Tabellenbereich rangierende AJ Auxerre und musste in der 45. Minute nach einer roten Karte vorzeitig vom Platz und wurde in weiterer Folge für zwei Spiele gesperrt. Danach fand er wieder rasch in die Mannschaft und spielte bis zur 16. Meisterschaftsrunde zumeist sogar als Stammspieler im Mittelfeld.
In der Halbzeitpause der Begegnung mit dem FC Valenciennes kam es zu einem weiteren Eklat zwischen Guendouzi und seinem Trainer. Landreau wechselte ihn daraufhin noch in der Halbzeitpause aus, woraufhin Guendouzi drei Monate lang nicht mehr dem Profikader angehörte. Nachdem er auch eine etwaige Vertragsverlängerung bei Lorient ausschlug, stand fest, dass er den Verein in absehbarer Zeit verlassen werde. Ende Februar 2018 kehrte Guendouzi doch noch in die Profimannschaft des französischen Zweitligisten zurück und absolvierte daraufhin acht Spiele im zentralen Mittelfeld. Nachdem die Mannschaft über einen längeren Zeitraum unter den besten vier der Liga vertreten war, beendete sie die Saison auf dem siebten Tabellenplatz. Guendouzi hatte bis dahin 18 Meisterschaftseinsätze in dieser Spielzeit absolviert. 

### Wechsel zum FC Arsenal
Zur Saison 2018/19 wechselte Guendouzi in die Premier League zum FC Arsenal. Für eine kolportierte Ablösesumme zwischen sieben und acht Millionen Pfund und anfallenden Bonuszahlungen unterschrieb der Franzose einen Vierjahresvertrag. Nach seiner Aufnahme bei den Gunners erhielt der Mittelfeldspieler die Rückennummer 29, die zuvor von Granit Xhaka getragen wurde, der wiederum die Rückennummer 34 von Francis Coquelin, der die Mannschaft am Ende der vorangegangenen Saison verlassen hatte, übernahm. Unter Unai Emery, der erst kurz zuvor die Nachfolge von Langzeittrainer Arsène Wenger angetreten war, debütierte er am 28. Juli bei einem 5:1-Sieg in einem Freundschaftsspiel gegen seinen ehemaligen Ausbildungsverein Paris Saint-Germain in Singapur bei den Profis des FC Arsenal. Knapp zwei Wochen später debütierte er am 12. August im ersten Spiel der Saison 2018/19, als er bei der 0:2-Heimniederlage gegen den amtierenden Meister Manchester City über die vollen 90 Minuten im zentralen Mittelfeld an der Seite des ebenfalls auf dieser Position spielenden Xhaka zum Einsatz kam. Dabei brachte er es auf die meisten Ballbesitze der Gunners.

### Über Berlin nach Marseille
Anfang Oktober 2020 wechselte Guendouzi kurz vor dem Ende der Transferperiode bis zum Ende der Saison 2020/21 auf Leihbasis in die Bundesliga zu Hertha BSC. Unter dem Cheftrainer Bruno Labbadia und dessen Nachfolger Pál Dárdai kam der Mittelfeldspieler 24-mal in der Liga zum Einsatz. Er stand dabei 19-mal in der Startelf und erzielte 2 Tore. Hertha befand sich bis zum Saisonende im Abstiegskampf, konnte aber am vorletzten Spieltag den Klassenerhalt erreichen.
Zur Saison 2021/22 kehrte Guendouzi nach Frankreich zurück und wechselte für ein Jahr auf Leihbasis zu Olympique Marseille. Die im Leihvertrag beinhaltete Kaufoption zog Marseille zur Saison 2022/23.

### Über Marseille nach Rom
Im August 2023 wechselte er auf Leihbasis zu Lazio Rom. Am Ende der Saison aktiviert Lazio Rom die Ausstiegsklausel von Guendouzi und verpflichtet ihn damit fest. Die Ablösesumme beträgt 13 Millionen Euro.

## Nationalmannschaftskarriere
Erste Erfahrungen in einer Nachwuchsnationalmannschaft sammelte Guendouzi, als er im Jahre 2016 in der französischen U18-Nationalmannschaft debütierte. Bei der 0:2-Niederlage gegen die Alterskollegen aus Polen kam der Mittelfeldakteur in der zweiten Halbzeit auf den Rasen. Unter dem U18-Nationaltrainer und ehemaligen Profispieler Bernard Diomède kam er bis zu seinem letzten U18-Länderspiel, einer 0:3-Niederlage gegen Serbien, in insgesamt sieben Länderspielen zum Einsatz. Drei Monate nach seinem letzten Länderspieleinsatz debütierte Guendouzi in einem Freundschaftsspiel gegen Marokko für die französischen U19-Junioren und erzielte in der 83. Minute das Tor zum 2:0-Endstand. Zwei Tage später absolvierte er sein zweites und damit auch letztes U19-Länderspiel; abermals gegen Marokko.
Anfang des Jahres 2017 nahm Hervé Renard, seit dem Vorjahr Trainer der marokkanischen A-Nationalmannschaft, Kontakt mit den marokkanischstämmigen Guendouzi auf, um ihn zu überreden, in Zukunft für den marokkanischen Verband zu spielen. Im März 2017 traf sich Guendouzis Vater mit Renard und teilte ihm mit, dass sein Sohn seine Laufbahn in den Nationalauswahlen des französischen Fußballverbandes fortsetzen werde. Nach seinen Einsätzen in den französischen U18- und U19-Auswahlen unter Diomède debütierte Guendouzi am 11. November 2017 in der U20-Nationalmannschaft seines Heimatlandes; in diesem Fall war ausgerechnet wieder Marokko der Gegner. Im März 2018 absolvierte er als Stammkraft im Mittelfeld unter Trainer Philippe Montanier zwei weitere freundschaftliche Länderspiele gegen die Alterskollegen aus den Vereinigten Staaten.

## Erfolge und Auszeichnungen
- Englischer Pokalsieger: 2020
- Nominierung für die Kopa-Trophäe: 2019 (6. Platz)